# 香爐嶼
香爐嶼，為台灣澎湖縣湖西鄉的一個島嶼，面積約0.0485平方公里，實則由多個岩礁所組成。島嶼位置在尖山村南方約兩公里處，最高處約高2公尺。該島因外型似香爐而得名，清代時因夏季清晨煙霧瀰漫，令香爐嶼若隱若現，好似蓬萊仙島，「香爐起霧」故被名列為澎湖古八景之一，然而過去該島曾為軍事演習標靶，現已無法恢復昔日美景。